# Сатикула
Сатикула (Saticula; Saticola) е древен град на самнитите в Кампания, Италия.
На неговото место днес се намира Sant’Agata de’ Goti, който е на 25 км западно от Беневенто.
По време на първата самнитска война през 343 пр.н.е. градът е атакуван от римския консул Корнелий.
Сатикула е превзет 316 пр.н.е. от римските консули Спурий Навций Рутил и Марк Попилий Ленат и диктатора Луций Емилий. През 313 пр.н.е. градът става римска колония.
Археологичните останки от Сатикула се намират в територията на днешния град Санта Агата де Готи (Sant’Agata de’ Goti), близо до планината Monte Taburno, на 25 км западно от Беневенто и на 35 км севернозападно от Неапол.